# شمال‌شرقی ایالات متحده

در تقسیم‌بنده اداره آمار آمریکا، منطقه شمال‌شرقی به ۳ بخش تقسیم می‌شود:
سومین بخش که با رنگ روشن‌تر مشخص شده‌است

شمال‌شرقی ایالات متحده (انگلیسی: Northeastern United States) منطقه‌ای جغرافیایی در ایالات متحده آمریکا است، که از شمال با کشور کانادا، از شرق با اقیانوس اطلس، از جنوب با ایالت‌های جنوبی و از غرب با ایالت‌های غرب میانه، هم‌مرز می‌باشد. شمال‌شرقی ایالات متحده یکی از چهار منطقه‌ای است، که توسط اداره آمار ایالات متحده آمریکا به منظور جمع‌آوری و آنالیز آمار، تعریف شده‌است. مساحت این منطقه در حدود ۴۶۹٫۶۳۰ کیلومتر مربع می‌باشد و فاقد یک هویت فرهنگی یکپارچه بوده، از مناطق اقتصادی و توسعه یافته این کشور بشمار می‌آید و از نظر فرهنگی بسیار متنوع می‌باشد. 